# 劉通 (東平)
劉 通（りゅう つう、? - 1256年）は、金朝末期からモンゴル帝国初期にかけて活躍した人物。字は仲達。東平府斉河県の出身。

## 概要
金末の混乱期に東平地方で厳実が軍閥を築くとこれに従い、濮州・曹州・相州・潞州・定陶・楚丘の平定に功績を挙げたという。1220年（庚辰）に厳実がモンゴル帝国に服属すると東アジア方面軍を率いるムカリに劉通を推薦し、劉通は鎮国上将軍・左副都元帥・済南府知府・徳州総管・行軍千戸の地位を授けられた。また、オゴデイ・カアンの即位後には「上千戸」の地位に昇格となっているが、これは従来漢人世侯が自称してきた称号と違ってモンゴル帝国が公認するもので、同じく厳実の部下であった張晋亨・石天禄・趙天錫・斉珪らも同時期に千戸の地位を授けられた記録がある。
後に南宋を主君と奉じる彭義斌が大名を中心に勢力を拡大すると、劉通の拠る斉河城も攻撃を受けた。彭義斌率いる軍団は夜半に城壁を上り始めたが、劉通と側近の者たちが鼓を鳴らしながら進んだために兵は驚き、多くが城壁から落ちて堀で溺死してしまった。翌日、彭義斌の軍勢は潰走し、彭義斌は僅か数騎を率いて逃れたという。1237年（丁酉）には徳州等処二万戸軍民総管の地位に移ったが、1256年（丙辰）に亡くなった。死後、息子の劉復亨が地位を継いだ。